# Maria Elisabeth von Lukomski
Maria Elisabeth von Lukomski (* um 1700; † nach 1734) war eine ostfriesische Hofdame. Sie soll mit dem Fürsten Georg Albrecht von Ostfriesland (1690–1734) eine Affäre gehabt haben.

## Leben
Maria Elisabeth von Lukomski entstammte einer polnischen Adelsfamilie. Ihr Geburtsort und -tag sind unbekannt.
Ab 1720, spätestens aber ab 1725 war sie Hofdame der Fürstin Sophie Karoline von Ostfriesland (1705–1764). Laut dem ostfriesischen Geschichtsschreiber Tileman Dothias Wiarda war sie von „reizender Gestalt“ und hatte ein „reizendes und einnehmendes Wesen“. Fürst Georg Albrecht von Ostfriesland (1690–1734) soll eine Affäre mit ihr gehabt haben und ließ sich wohl in seinen Entscheidungen von ihr lenken. Das traf auf erheblichen Widerwillen der Fürstin, des Erbprinzen, des Kanzlers und der Hofbediensteten.
1733 heiratete sie den Kammerjunker Hans Melchior von Seidlitz, Drost, Major und Kommandant der fürstlich ostfriesischen Truppen. Diese Ehe war möglicherweise arrangiert. Er wurde noch im selben Jahr Drost in Esens. Am 11. Juni 1734 starb Georg Albrecht. Auf dem Sterbebett bekannte er, „blos mit den Augen gesündiget“ zu haben und bat dafür bei seiner Familie und seinen Bediensteten um Vergebung. Sein Nachfolger, Carl Edzard, befahl dem Paar, den fürstlichen Hof zu meiden. Wenige Monate später wurde Hans Melchior von Seidlitz aus fürstlichen Diensten entlassen. Danach verließen die beiden Ostfriesland.